# Cmentarz żydowski w Sterdyni
Cmentarz żydowski w Sterdyni – kirkut społeczności żydowskiej niegdyś zamieszkującej Sterdyń. Nie wiadomo kiedy dokładnie powstał. Jest otoczony drutem kolczastym. Został zniszczony w czasie wojny. Nie zachował się żaden nagrobek. Na cmentarzu znajdują się masowe groby ofiar egzekucji dokonywanych przez Niemców.